# スティーヴ・ブルース
スティーブン・ロジャー・"スティーヴ"・ブルース（Stephen Roger "Steve" Bruce, 1960年12月31日 - ）は イングランド出身の元サッカー選手、サッカー指導者。現役時代のポジションはDF。
息子のアレックス・ブルースもプロサッカー選手。

## 経歴
父はイングランド人で母は北アイルランド人。少年時代はニューカッスル・ユナイテッドのファンであった。

### 選手時代
ジリンガムでキャリアをスタートさせ、200を超える試合に出場する。1979年にはイングランド代表のユースチームにも選ばれる。その後、ノリッジ・シティで3年間過ごし、フットボールリーグカップを獲得する。そしてマンチェスター・ユナイテッドへと移籍し、1992-93, 1993-94, 1995-96シーズンでFAプレミアリーグを制した他、いくつものタイトルを獲得する。晩年には1996年にバーミンガム・シティの一員となり、1998年7月からシェフィールド・ユナイテッドでプレイングマネージャーとして1年間プレーした後現役を引退。その後は監督としての道を歩んでいる。

### 指導者時代
1998年7月にシェフィールド・ユナイテッドFCの選手兼監督に就任すると、1998-99シーズン終了まで指揮を執った。その後、正式に現役引退し、1999年5月にハダースフィールド・タウンFCの監督に就任したが、2000-01シーズン途中にクラブの経営難により解任された。2001年4月、ウィガン・アスレティックFC監督に途中就任し、シーズン終了までクラブを率いた。6月にクリスタル・パレスFC監督に就任したが、18試合を指揮しただけで11月に監督の座を退いた。
2001年、EFLチャンピオンシップ（2部）のバーミンガム監督に就任すると、2002年にプレミアリーグ昇格を達成し、攻撃意欲旺盛なチームを作り上げた。2006年に降格したが、1シーズンで再昇格を果たした。2007-08シーズン途中にウィガン・アスレティックFC監督に就任すると、最下位争いをしていたチームを14位に引き上げた。2008-09シーズンはFWアムル・ザキの活躍で一時は7欧州カップ戦出場を狙える位置に付けたが、MFウィルソン・パラシオスとFWエミール・ヘスキーを冬の移籍期間に引き抜かれ、11位でシーズンを終えた。ウィガンでの在職中には、幼少時代からの最愛のクラブであるニューカッスル・ユナイテッドFCから監督就任のオファーを受けたが、シーズン途中であるということで断った。
2009年5月27日、シーズン終了後に辞任したリッキー・スブラジアの後任を探していたサンダーランドと3年契約を結び、6月3日に監督に就任した。2011年11月26日、降格圏にいたウィガンにホームで1-2で敗れ、16位と低迷し、4日後に解任された。
2012年6月8日、3年契約でチャンピオンシップのハル・シティの監督に就任し、初年度の2012-13シーズンはホームでの最終節でカーディフ・シティと2-2で引き分け、2位でシーズンを終え、チームをプレミアリーグ昇格に導いた。2016年7月22日に退任した。
2016年10月12日、チャンピオンシップのアストン・ヴィラの監督に就任した。2017-18シーズンはチームを昇格プレーオフ出場に導き、準決勝でミドルズブラを破ったが、決勝でフラムに0-1で敗れプレミアリーグ昇格を逃した。2018年10月2日、ホームでプレストン・ノースエンドと3-3で引き分けた試合後にサポーターの一人からキャベツを投げつけられた。翌日、成績不振により解任された。
2019年7月、ラファエル・ベニテスの後任としてニューカッスル・ユナイテッドFCの監督に就任。しかし、就任以降チームは10位台に低迷。2021-22シーズンは開幕から未勝利が続き、2021年10月20日に解任された。
2022年2月4日、WBAの監督に就任した。しかし序盤から不振に喘ぎ3部降格圏に位置していた中で10月10日、解任が発表された。

## 監督成績
2021年10月17日現在
| クラブ                       | 国               | 就任           | 退任           | 記録  | 記録 | 記録 | 記録 | 記録   |
| クラブ                       | 国               | 就任           | 退任           | 試    | 勝   | 分   | 敗   | 勝率   |
| ---------------------------- | ---------------- | -------------- | -------------- | ----- | ---- | ---- | ---- | ------ |
| シェフィールド・ユナイテッド | イングランドの旗 | 1998年7月2日   | 1999年5月17日  | 55    | 22   | 15   | 18   | 040.00 |
| ハダースフィールド・タウン   | イングランドの旗 | 1999年5月24日  | 2000年10月16日 | 66    | 25   | 16   | 25   | 037.88 |
| ウィガン・アスレティック     | イングランドの旗 | 2001年4月4日   | 2001年5月29日  | 8     | 3    | 2    | 3    | 037.50 |
| クリスタル・パレス           | イングランドの旗 | 2001年5月31日  | 2001年11月2日  | 18    | 11   | 2    | 5    | 061.11 |
| バーミンガム・シティ         | イングランドの旗 | 2001年12月12日 | 2007年11月19日 | 270   | 100  | 70   | 100  | 037.04 |
| ウィガン・アスレティック     | イングランドの旗 | 2007年11月26日 | 2009年6月3日   | 68    | 23   | 17   | 28   | 033.82 |
| サンダーランド               | イングランドの旗 | 2009年6月3日   | 2011年11月30日 | 98    | 29   | 28   | 41   | 029.59 |
| ハル・シティ                 | イングランドの旗 | 2012年6月8日   | 2016年7月22日  | 201   | 82   | 44   | 75   | 040.80 |
| アストン・ヴィラ             | イングランドの旗 | 2016年10月12日 | 2018年10月3日  | 102   | 46   | 25   | 31   | 045.10 |
| シェフィールド・ウェンズデイ | イングランドの旗 | 2019年2月1日   | 2019年7月14日  | 18    | 7    | 8    | 3    | 038.89 |
| ニューカッスル・ユナイテッド | イングランドの旗 | 2019年7月17日  | 2021年10月20日 | 97    | 28   | 28   | 41   | 028.87 |
| 合計                         | 合計             | 合計           | 合計           | 1,000 | 376  | 254  | 370  | 037.60 |

対戦する際にダービーマッチと呼ばれるライバルチームの双方で監督を務めたことが、これまでに3度ある（タイン・ウェア・ダービーのニューカッスルとサンダーランド、スティール・シティ・ダービーのシェフィールド・ウェンズデイとシェフィールド・ユナイテッド、バーミンガム・ダービーのアストン・ヴィラとバーミンガム・シティ）。

## 獲得タイトル
- プレミアリーグ：1992-93, 1993-94, 1995-96
- フットボールリーグカップ：1985, 1992
- FAカップ：1990, 1994
- FAコミュニティーシールド：1990, 1993, 1994, 1996
- UEFAカップウィナーズカップ：1990-91
- UEFAスーパーカップ：1991